# Chicago Med
Chicago Med – amerykański serial telewizyjny (dramat medyczny) wyprodukowany przez Wolf Films Inc oraz Universal Television, który jest spin-offem serialu Chicago Fire. Twórcami serialu są Dick Wolf i Matt Olmstead. Głównym prowadzącym produkcję jest Andrew Dettmann. Serial jest emitowany od 17 listopada 2015 roku przez NBC.
W Polsce serial emituje telewizja Fox.

## Fabuła
Serial opowiada o pracy i życiu ludzi pracujących w chicagowskim szpitalu.

## Obsada

### Główna
- Nick Gehlfuss jako dr Will Halstead, lekarz, brat Jay Halstead[4]
- Torrey DeVitto jako dr Natalie Manning, pediatra[5]
- Yaya DaCosta jako April Sexton, pielęgniarka[6]
- Rachel DiPillo jako dr Sarah Reese, stażystka na urazówce[7] (sezony 1-3, gościnnie w sezonie 4)
- Colin Donnell jako dr Connor Rhodes[8] (sezony 1-5)
- Oliver Platt jako dr Daniel Charles, szef psychiatrii[9]
- S. Epatha Merkerson jako Sharon Goodwin, szefowa szpitala[10]
- Brian Tee jako dr Ethan Choi[11]
- Marlyne Barrett jako Maggie Lockwood[12]
- Norma Kuhling jako dr Ava Bekker[13] (sezony 3-5, drugoplanowo w sezonie 2)
- Dominic Rains jako dr Crockett Marcel (sezon 5)

### Drugoplanowe
- Carl Lumbly jako Bert Goodwin
- Julie Berman jako dr Toni Zanetti[14]
- Brennan Brown jako Sam Abrams, neurochirurg[15]
- Peter Mark Kendall jako Joey, technik laboratoryjny[16]
- Mekia Cox jako córka dr Robina Charlsa[17](sezon 2)

## Przegląd sezonów
| Sezon | Sezon | Odcinki | Pierwsza emisja (NBC) | Pierwsza emisja (NBC) | Pierwsza emisja (Fox Polska) | Pierwsza emisja (Fox Polska) | Pierwsza emisja (Fox Polska) |
| Sezon | Sezon | Odcinki | Premiera sezonu       | Finał sezonu          | Premiera sezonu              | Finał sezonu                 |                              |
| ----- | ----- | ------- | --------------------- | --------------------- | ---------------------------- | ---------------------------- | ---------------------------- |
|       | Pilot | 1       | 7 kwietnia 2015       | 7 kwietnia 2015       | 5 grudnia 2018               | 5 grudnia 2018               |                              |
|       | 1     | 18      | 17 listopada 2015     | 17 maja 2016          | 17 lutego 2020               | 10 marca 2020                |                              |
|       | 2     | 23      | 22 września 2016      | 11 maja 2017          | 11 marca 2020                | 10 kwietnia 2020             |                              |
|       | 3     | 20      | 21 listopada 2017     | 15 maja 2018          | 14 kwietnia 2020             | 11 maja 2020                 |                              |
|       | 4     | 22      | 26 września 2018      | 22 maja 2019          | 5 sierpnia 2020              | 14 października 2020         |                              |
|       | 5     | 20      | 25 września 2019      | 15 kwietnia 2020      | 21 października 2020         | 30 grudnia 2020              |                              |
|       | 6     | 16      | 11 listopada 2020     | 26 maja 2021          | 23 czerwca 2021              | 6 października 2021          |                              |
|       | 7     | 22      | 22 września 2021      | 25 maja 2022          | 3 lutego 2022                | 30 czerwca 2022              |                              |
|       | 8     | 22      | 21 września 2022      | 24 maja 2023          | 24 maja 2023                 | 16 czerwca 2023              |                              |
|       | 9     | 13      | 17 stycznia 2024      | 22 maja 2024          | nieemitowany                 | nieemitowany                 |                              |
|       | 10    | 22      | 25 września 2024      | 21 maja 2025          | nieemitowany                 | nieemitowany                 |                              |

## Produkcja
1 maja 2015 roku, stacja NBC zamówiła pierwszy sezon serialu Chicago Med na sezon telewizyjny 2015/2016. Laurie Holden odeszła z serialu z powodów rodzinnych11 grudnia 2015 roku, stacja NBC zamówiła 5 dodatkowych odcinków pierwszego sezonu, który będzie liczył 18 odcinków. 1 lutego 2016 roku, stacja NBC ogłosiła zamówienie drugiego sezonu. 10 maja 2017 roku, stacja NBC oficjalnie zamówiła 3 sezon serialu. 10 maja 2018 roku, stacja NBC ogłosiła zamówienie czwartego sezonu. 27 lutego 2019 roku, stacja NBC potwierdziła zamówienie 5 sezonu serialu. Pod koniec lutego 2020, stacja NBC zamówiła trzy kolejne sezony – 6, 7 i 8 serialu.